# حبر إلكتروني

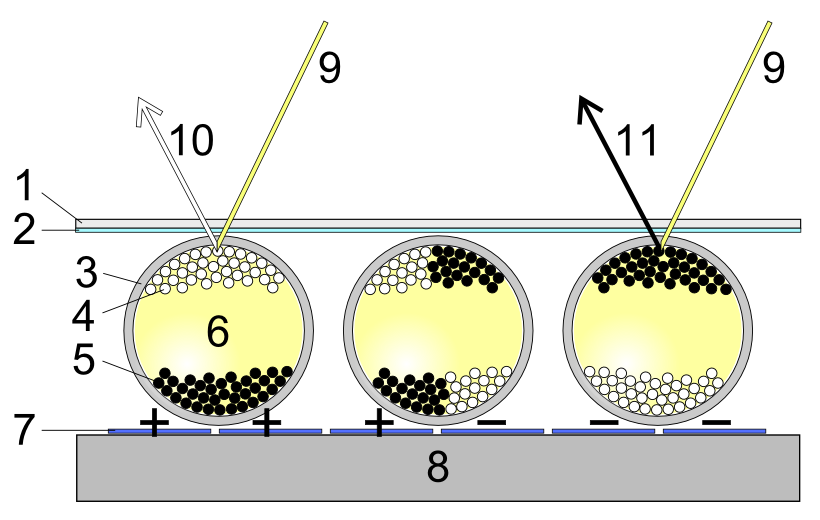
مخطط يوضح تقنية الحبر الإلكتروني:
1 شريحة عليا
2 شريحة قطب كهربائي شفاف
3 كبسولات مكروئية شفافة
4 خضاب أبيض موجب الشحنة
5 خضاب أسود سالب الشحنة
6 زيت شفاف
7 شريحة قطب بكسل كهربائي
8 شريحة سفلية داعمة
9 ضوء وارد
10 انعكاس أبيض
11 انعكاس أسود

الحبر الإلكتروني هو نوع من أنواع الورق الإلكتروني المصنع من قبل شركة E Ink.
هذه التقنية الحديثة نسبياً تستخدم بشكل رئيسي في الأجهزة المتنقلة مثل قارئ الكتاب الإلكتروني (مثل أمازون كيندل) وأحياناً الهواتف المحمولة.
هذه التقنية تستخدم التدرج الرمادي (أي اللونين الأبيض والأسود)، وتتوفر الآن بالألوان. من أهم مزايا هذة التقنية:
• توفيرها الكبير في الطاقة (البطارية) مقارنة بتقنية LCD المستخدمة في الهواتف المتنقلة الحديثة.
• مريحة للعين (غير مؤذية)، ولايوجد أي اخطر صحية
• تعتمد على الضوء المنّعكس من المكان، لا تبعث الضوء المباشر إلى العين

## الفكرة الرئيسية
الفكرة مبسطة هي عبارة عن كبسولات متناهية الصغر قطر الواحدة منها أصغر من قطر شعرة الإنسان. هذة الكبسولات تحتوي على جزيئات بيضاء وأخرى سوداء، إحداها سالبة والأخرى موجبة. عند تسليط تيار سالب (بما يتناسب مع الصفحة المراد عرضها) فإن الجزيئات السوداء تندفع للأعلى والبيضاء للأسفل، ولا تحتاج إلى تحديث مستمر إلا لتغيير الصفحة. مما يوفر الطاقة.

## وصلات خارجية
- الصفحة الرئيسية لشركة E Ink
- تعريف موقع ZDNet للحبر الإلكتروني (يحتوي على رسومات توضويحية وصور للمنتج)